# Lapithasa surigaoensis
Lapithasa surigaoensis är en insektsart som beskrevs av Baker 1925. Lapithasa surigaoensis ingår i släktet Lapithasa och familjen Lophopidae. Inga underarter finns listade i Catalogue of Life.